# マテック
株式会社マテックは、北海道帯広市に本社を置く総合リサイクル業者である。

## 概要
1935年創業。自動車解体が主たる業務であり、同業者の(株)鈴木商会と共に北海道内の各地域に支店を持ち、鉄製品及び非鉄製品の総合リサイクル、中古鋼材、自動車用中古パーツの販売を行っている。自動車用中古パーツは同社のオンラインショップでも購入が可能である。

## 沿革
- 1935年 樺太にて杉山与八商店として個人事業創業
- 1950年 帯広市にて営業を再開
- 1960年 有限会社に改組、杉山金属商事に社名変更
- 1965年 株式会社に改組、丸八杉山商店に社名変更
- 1992年 CI制定、現社名マテックに変更。社名はMATERIAL（資源）とCREATION（創造）を合わせたもの。
- 1994年 産業廃棄物処分業認可
- 1998年 芽室町に管理型最終処分場開設、石狩支店が初のISO14001認証を取得。
- 2003年 芽室町に安定型処分施設開設
- 2004年 石狩支店に使用済自動車(ELV)解体工場を開設、帯広本社・本店がOHSAS18001認証を取得。
- 2008年 一社提供テレビ番組『土曜スタジオecoタイムス』（HBCテレビ）放送（5月 - 6月）。
- 2011年 全店でOHSAS18001認証を取得。
- 2012年 札幌市北区太平に24時間無人資源物回収場「じゅんかんコンビニ24」1号店を開店、石狩支店・OA機器解体工場がISO27001認証を取得。

## 本社・支店
- 帯広本社
- 札幌支店
- 石狩支店
- 砂川支店
- 苫小牧支店

## 工場
- ELV石狩
- ELV石狩第二工場
- 白石リサイクルステーション (札幌市白石区)